# Montalvo (ort)
Montalvo är en ort i Ecuador.   Den ligger i provinsen Los Ríos, i den centrala delen av landet, 190 km söder om huvudstaden Quito. Montalvo ligger 65 meter över havet och antalet invånare är 15 547.
Terrängen runt Montalvo är varierad. Runt Montalvo är det ganska glesbefolkat, med 31 invånare per kvadratkilometer. Det finns inga andra samhällen i närheten. Omgivningarna runt Montalvo är en mosaik av jordbruksmark och naturlig växtlighet.